# Merckeghem
Merckeghem település Franciaországban, Nord megyében. Lakosainak száma 609 fő (2022. január 1.). Merckeghem Looberghe, Volckerinckhove, Bollezeele, Cappelle-Brouck, Eringhem és Millam községekkel határos.

## Népesség
A település népességének változása:
| Lakosok száma | 578  | 584  | 594  | 593  | 599  | 606  | 603  | 614  | 609  |
|               | 2013 | 2015 | 2016 | 2017 | 2018 | 2019 | 2020 | 2021 | 2022 |